# Шаловская волость
Шаловская волость — волость в составе Богородского уезда Московской губернии. Существовала до 1924 года. Центром волости была деревня Шалово (с 1977 года присоединена к рабочему посёлку Обухово Ногинского района Московской области).
В состав волости вошли селения Аксёнки, Алексеевка, Афанасово, Балобаново, Бездедово, Благовещенское, Борилово, Бутырки, Высоково, Доможирово, Ельня, Жуково, Загорново, Ивашево, Каменный Враг, Катино, Клюшниково, Колонтаево, Купеческая Слободка, Кутузово, Марьино, Меленки, Михалево, Нестерово, Новая Купавна, Новики 2-е, Новые Псарьки, Оборино, Обуховская Слобода, Петропавловский Погост, Подвязное, Пушкино, Ратмановский Погост, Рязанцы, Старая Купавна, Старый Псарь, Стулово, Тимохово, Шалово, Шебаново и Шульгино.
По данным 1919 года в Шаловской волости было 32 сельсовета: Аборинский, Аксенковский, Алексеевско-Тимоховский, Афанасьевский I, Афанасьевский II, Балабановский, Борилово-Подвязновский, Бездедовский, Бутырский, Высоковский, Дранишниково-Каменковский, Доможировский, Ельнинский, Жуковский, Загорновский, Ивашевский, Клюшниковский, Колонтаево-Марьинский, Кутузовский, Михалевский, Михнево-Чудинский, Ново-Купавино-Щемиловский, Ново-Псарьковский, Обуховский, Петропавловский, Пушкинский, Старо-Купавинский, Старо-Псарьковский, Стуловский, Убежищенский, Шаловский, Шульгино-Меленский.
В 1923 году Петропавловский с/с был присоединён к Обуховскому, Аборинский — к Бездедовскому, Михалёвский — к Кутузовскому, Убежещинский — к Шульгино-Меленскому (который при этом был переименован в Шульгинский), Афанасовский I — к Шаловскому, Бутырский — к Аксенковскому, Ново-Псарьковский — к Старо-Псарьковскому, Пушкинский — в Борилово-Подвязновский (который при этом был переименован в Подвязновский), Жуковский — к Доможировскому, Клюшниковский — к Загорновскому, Высоковский — к Афанасьевскому II. Был образован Благовещенский с/с. Михнево-Чудинский и Ново-Купавино-Щемиловский с/с были объединены в Щемиловский с/с. Колонтаево-Марьинский с/с был переименован в Колонтаевский, Алексеевско-Тимоховский — в Тимоховский, Дранишниково-Каменковский — в Каменковский.
В 1924 году Бездедовский с/с был переименован в Аборинский, Щемиловский — в Чуденковский. Каменковский с/с был присоединён к Старо-Псарьковскому.
21 апреля 1924 года Шаловская волость была упразднена, а её территория разделена между Пригородной и Васильевской волостями.